# Pamidowo-Nunatak
Der Pamidowo-Nunatak (bulgarisch нунатак Памидово nunatak Pamidowo) ist ein 850 m hoher, felsiger und in westsüdwest-ostnordöstlicher Ausrichtung 4,42 km langer und 1,18 km breiter Nunatak in den Voden Heights an der Oskar-II.-Küste des Grahamlands auf der Antarktischen Halbinsel. Er ragt 9 km südöstlich des Mount Izvor, 8,46 km westnordwestlich des Adit-Nunataks und 10,05 km nordöstlich des Moider Peak auf. Der Fleece-Gletscher liegt südwestlich von ihm.
Britische Wissenschaftler kartierten ihn 1976. Die bulgarische Kommission für Antarktische Geographische Namen benannte ihn 2013 nach der Ortschaft Pamidowo im Süden Bulgariens.